# José Miguel García Meseguer
José Miguel García Meseguer (nacido el 28 de septiembre de 1952 en Zaragoza, Aragón) es un exjugador de hockey sobre hierba español. Su logro más importante fue una medalla de plata en los juegos olímpicos de Moscú 1980 con la selección de España. 

## Participaciones en Juegos Olímpicos
- Moscú 1980, plata.
- Los Ángeles 1984, 8.